# Indoor Living
Indoor Living è il sesto album in studio del gruppo musicale statunitense Superchunk, pubblicato nel 1997.

## Tracce
1. Unbelievable Things – 5:21
2. Burn Last Sunday – 4:52
3. Marquee – 4:01
4. Watery Hands – 4:31
5. Nu Bruises – 2:41
6. Every Single Instinct – 4:07
7. Song for Marion Brown – 4:10
8. The Popular Music – 4:04
9. Under Our Feet – 3:37
10. European Medicine – 5:11
11. Martinis on the Roof – 5:57